# Pinnow (Meklemburgia-Pomorze Przednie)
Pinnow (pol. hist. Pniów) – miejscowość i gmina w Niemczech, w kraju związkowym Meklemburgia-Pomorze Przednie, w powiecie Ludwigslust-Parchim, wchodzi w skład Związku Gmin Crivitz. Do 31 grudnia 2013 wchodziła w skład Związku Gmin Ostufer Schweriner See.
1 stycznia 2012 do gminy przyłączono gminę Godern, która stała się automatycznie jej dzielnicą.
Na terenie gminy znajduje się wiekowy dąb, o obwodzie pnia 795 cm (w 2000), zwany jest Pięknym Dębem. Wiek okazu szacuje się na 320–430 lat.